# You and Me (Shane Filan)
You and Me è il primo album in studio da solista del cantautore irlandese Shane Filan, pubblicato nel 2013.

## Tracce
- Edizione standard

1. Everything to Me – 3:23 (Shane Filan, Nick Atkinson, Tom Wilding)
2. About You – 3:47 (Filan, Steve Mac, Wayne Hector)
3. All You Need to Know – 3:34 (Filan, Paul Barry, Patrick Mascall)
4. Knee Deep in My Heart – 3:06 (Filan, Jon Green, Cass Lowe)
5. One of These Days – 3:35 (Filan, Barry, Mascall)
6. Everytime – 3:32 (Filan, James Bauer-Mein, David Sneddon)
7. Always Tomorrow – 3:40 (Filan, Ben Earle)
8. When I Met You – 3:27 (Filan, Brandon Hood)
9. Everything’s Gonna Be Alright – 3:50 (Filan, Drew Lawrence, Chen Neeman)
10. Coming Home – 3:12 (Filan, Barry, Mascall)
11. Baby Let's Dance – 3:15 (Filan, Green, Phil Thornalley)
12. In the End – 4:00 (Filan, Hector, Tim Powell)
13. You and Me – 3:42 (Filan, Jack McManus, Tim Woodcock)

- Edizione deluxe - CD Bonus

1. Just the Way You Love Me – 3:37 (Filan, Powell, Iain James, Sandy Buglass)
2. Once – 3:32 (Filan, Kylie Sackley)
3. Today's Not Yesterday – 3:20 (Filan, Bauer-Mein, Sneddon)
4. About You (acoustic) – 3:50 (Filan, Mac, Hector)
5. All You Need to Know (acoustic) – 3:36 (Filan, Barry, Mascall)
6. Everytime (acoustic) – 3:17 (Filan, Bauer-Mein, Sneddon)
7. Everything to Me (acoustic) – 3:19 (Filan, Atkinson, Wilding)
8. Amazed (acoustic) – 3:45 (Marv Green, Chris Lindsey, Aimee Mayo)